# Polystigma eugeniae
Polystigma eugeniae är en svampart som beskrevs av Anahosur 1970. Polystigma eugeniae ingår i släktet Polystigma och familjen Phyllachoraceae.   Inga underarter finns listade i Catalogue of Life.